# The Cosmopolitan

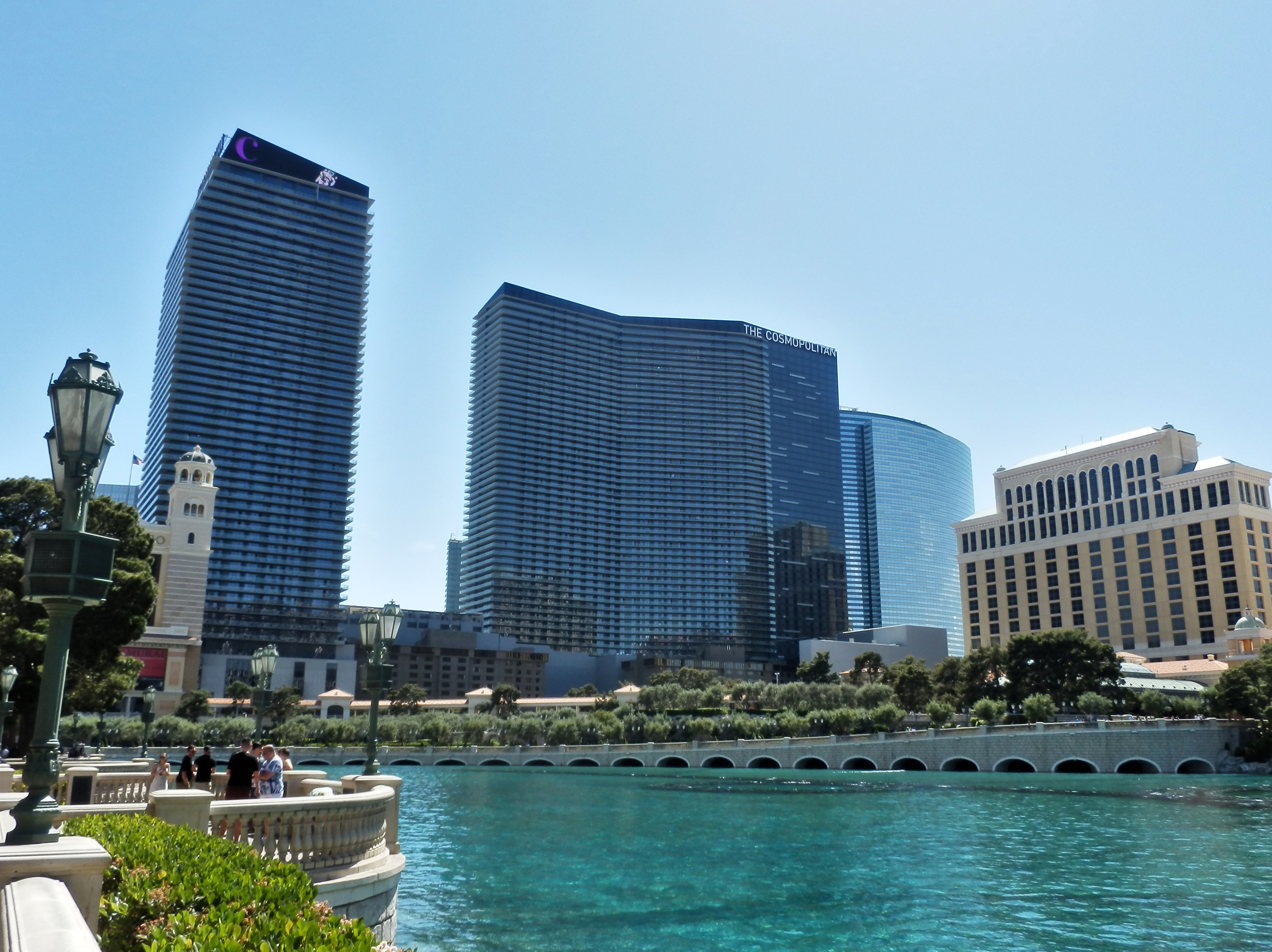
Ansicht bei Tag

The Cosmopolitan (offiziell: The Cosmopolitan of Las Vegas) ist ein Casino- und Hotel-Komplex in Paradise im US-Bundesstaat Nevada. Das Hotel wurde im Dezember 2010 eröffnet und befindet sich südlich des Bellagio auf dem Strip.

## Anlage
Die Anlage besteht aus zwei jeweils 61-stöckigen Türmen, in denen sich 2995 Zimmer und Suiten befinden, sowie aus dem Sockelbereich. In ihm sind ein 9300 m² großes Casino, Restaurants, Bars und Handelsflächen auf 28.000 m², ein Spa- und Fitnesscenter, mehrere Pools sowie Konferenzräumlichkeiten und ein Theater mit 1800 Sitzplätzen untergebracht. Für Las Vegas untypisch, verfügt ein Großteil der Zimmer über Balkone und zu öffnende Fenster.

## Geschichte
Das Projekt wurde von Ian Bruce Eichner konzipiert. Baubeginn war im Oktober 2005, Eröffnung am 15. Dezember 2010. Das Resort wurde auf einem Grundstück errichtet, das früher als Parkplatz des Jockey Clubs, einer kleineren  Apartmentanlage, diente. Da diese bestehen blieb, wurde vor dem Bau vereinbart, dass Bewohner des Jockey Clubs fortan ersatzweise einen Teil der neuen Hotelgarage mitbenutzen können. Das Cosmopolitan besitzt neben dem The Palazzo als zweites Hotel eine Tiefgarage anstatt eines Parkhauses.
Ursprünglich sollte das Hotel als Grand Hyatt Las Vegas betrieben werden; die Deutsche Bank wollte dem Immobilienmogul Eichner einen Kredit gewähren. Im Januar 2008 wurde jedoch bekannt, dass für das Projekt Finanzierungsprobleme bestehen. Während der Finanzkrise ging Eichner das Geld aus, er konnte eine ausstehende Rate nicht bezahlen, der Komplex war jedoch noch nicht einmal zur Hälfte fertig. Während die Projektentwickler neue Finanzierungsmöglichkeiten suchten, lief der Bau vorläufig weiter; final konnte jedoch keine Einigung erreicht werden. Um keinen völligen Verlust hinnehmen zu müssen, übernahm die Deutsche Bank im September 2008 das Projekt und baute es in Zusammenarbeit mit Immobilienentwicklern der Firma Related nach eigenen Vorstellungen und deren Ratschlägen zu Ende. Als Gesamtkosten werden vier Milliarden US-Dollar angegeben. Das Casino war in der Originalplanung im zweiten Obergeschoss vorgesehen, wurde aber schließlich, wie in Las Vegas üblich, in die Erdgeschosszone verlegt. Im Komplex sollten darüber hinaus auch Wohnungen untergebracht werden, sie wurden allerdings durch weitere Hotelzimmer ersetzt.
Zwischenzeitlich waren mehrere Hotelkonzerne und Betreiberfirmen von verschiedenen Las Vegas Resorts interessiert, die Liegenschaft zu erwerben. 2010 wurde das Hotel etappenweise in Betrieb genommen und  Teil der Marriott International Autograph Collection, einer Vereinigung unabhängiger Hotels, die aber Zugang zu Reservierungs- und Bonusprogrammen der Marriott-Kette haben. Ebenso tritt Ritz-Carlton als Partner des Hotels auf. 2014 konnte die Deutsche Bank den Komplex an die Blackstone Group verkaufen. Als Kaufpreis werden 1,7 Milliarden US-Dollar genannt. Das Hotel hat seit 2010 durchgehend Verluste gemacht, 2013 betrugen diese rund 100 Millionen US-Dollar.

## Quelle
- Kasino in Las Vegas eröffnet. Deutsche Bank zockt